# Hypericum cerastoides
Hypericum cerastoides är en johannesörtsväxtart. Hypericum cerastoides ingår i släktet johannesörter, och familjen johannesörtsväxter.

## Underarter
Arten delas in i följande underarter:
- H. c. cerastoides
- H. c. meuselianum

## Bildgalleri

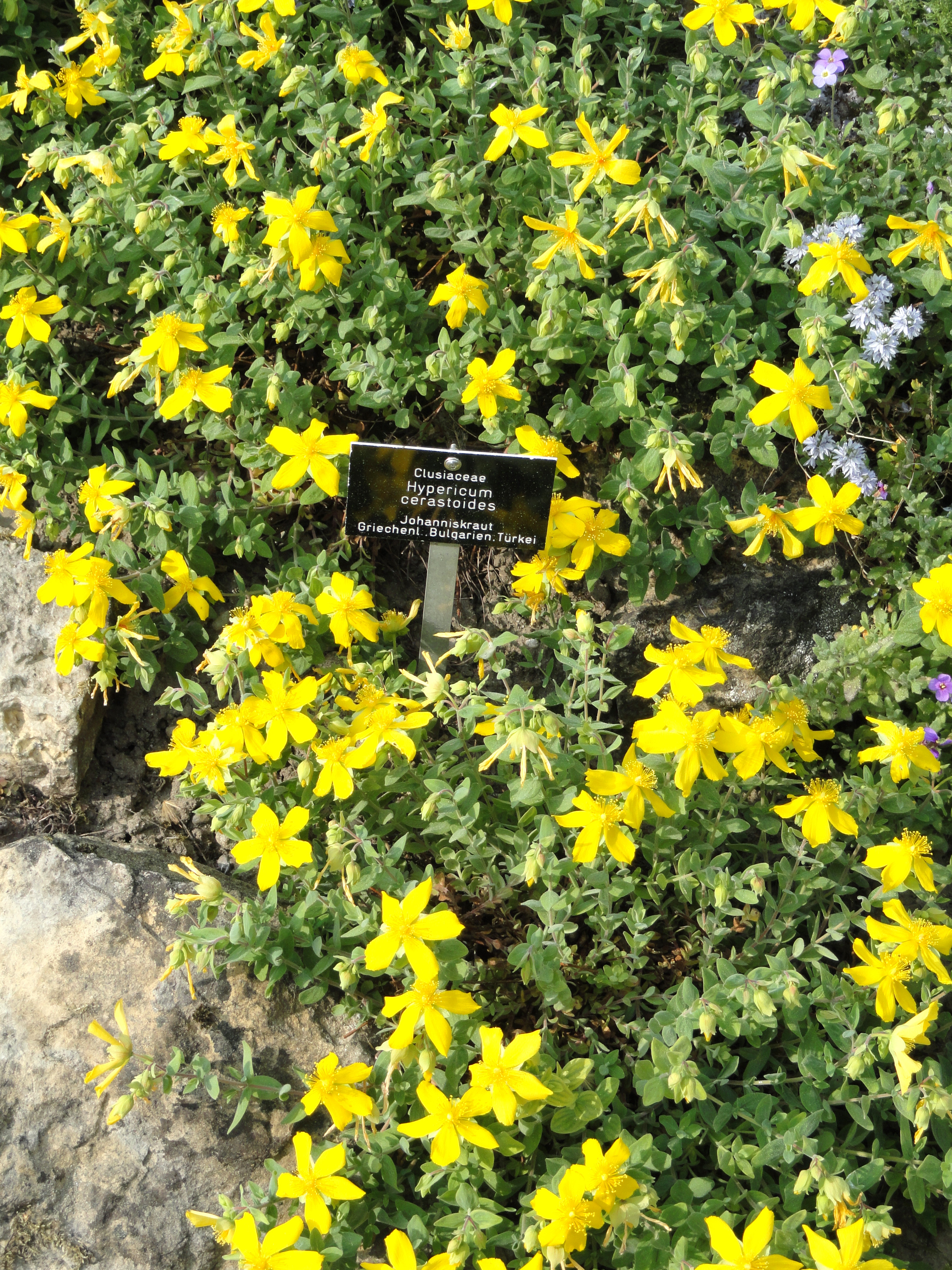
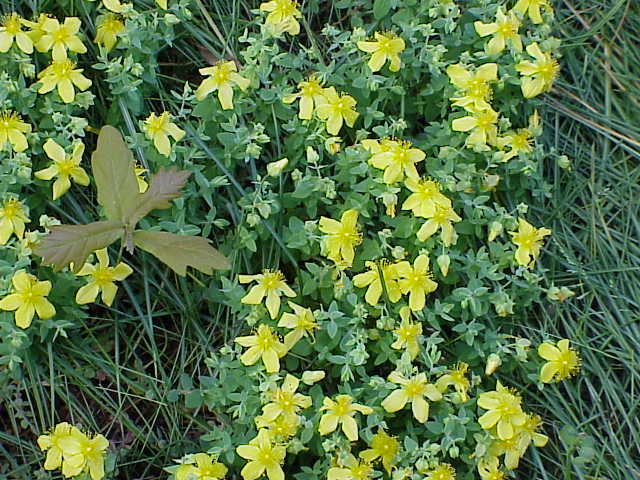
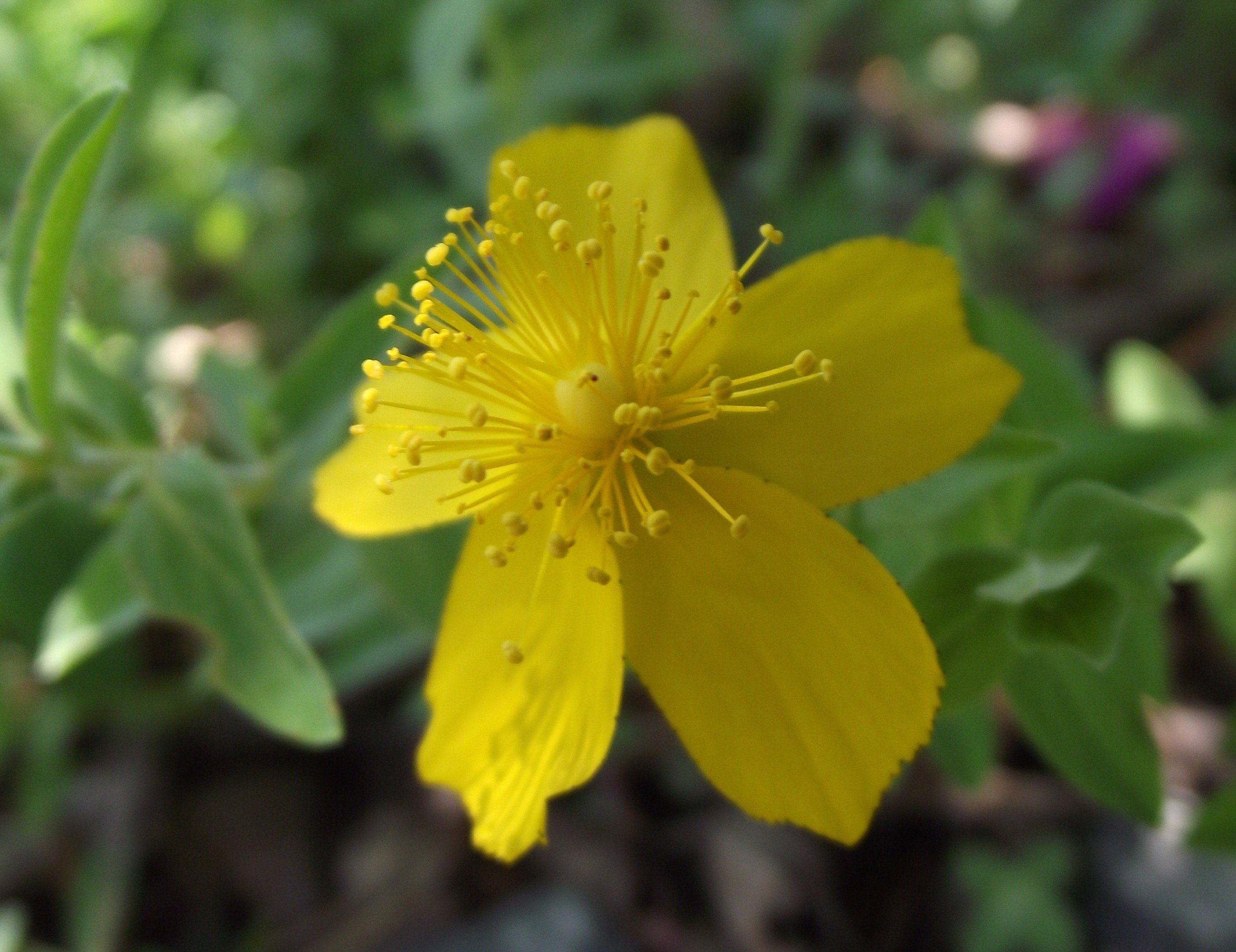